# Ophionea
Ophionea – rodzaj chrząszczy z rodziny biegaczowatych i plemienia Odacanthini.

## Taksonomia
Rodzaj opisany został w 1821 roku przez Johanna Christopha Friedricha Kluga. Gatunkiem typowym została Cicindela cyanocephala Fabricius, 1798.

## Opis
Czułki owłosione począwszy od czwartego członu. Przedplecze o bocznej przepasce niekompletnej. Pokrywy czerwonożółte do żółtobrązowych z czarną przepaską, biegnącą wzdłuż ich szwu. 

## Rozprzestrzenienie
Chrząszcze te zasiedlają krainę palearktyczną, krainę orientalną i krainę australijską.

## Systematyka
Opisano dotąd 20 gatunków z tego rodzaju, zgrupowanych w 2 podrodzajach:
- Ophionea (Ophionea) Klug, 1821
  - Ophionea australica Baehr, 1996
  - Ophionea bakeri Dupuis, 1913
  - Ophionea bhamoensis Bates, 1892
  - Ophionea brandti Baehr, 1996
  - Ophionea celebensis Baehr, 1996
  - Ophionea ceylonica Baehr, 1996
  - Ophionea gestroi Maindron, 1910
  - Ophionea hoashii Habu, 1962
  - Ophionea indica (Thunberg, 1784)
  - Ophionea insignis (Baehr, 1997)
  - Ophionea interstitialis (Schmidt-Gobel, 1846)
  - Ophionea ishiii Habu, 1961e
  - Ophionea leytensis Baehr, 1996
  - Ophionea malickyi Baehr, 1996
  - Ophionea micronota Andrewes, 1937
  - Ophionea nigrofasciata Schmidt-Gobel, 1846
  - Ophionea puncticollis Sloane, 1923
  - Ophionea storeyi Baehr, 1996
  - Ophionea thouzeti Castelnau, 1867

- Ophionea (Procasnoidea) Baehr, 1996
  - Ophionea foersteri Bouchard, 1903